# Horizontaler Gentransfer

Austausch des F-Plasmids durch Konjugation

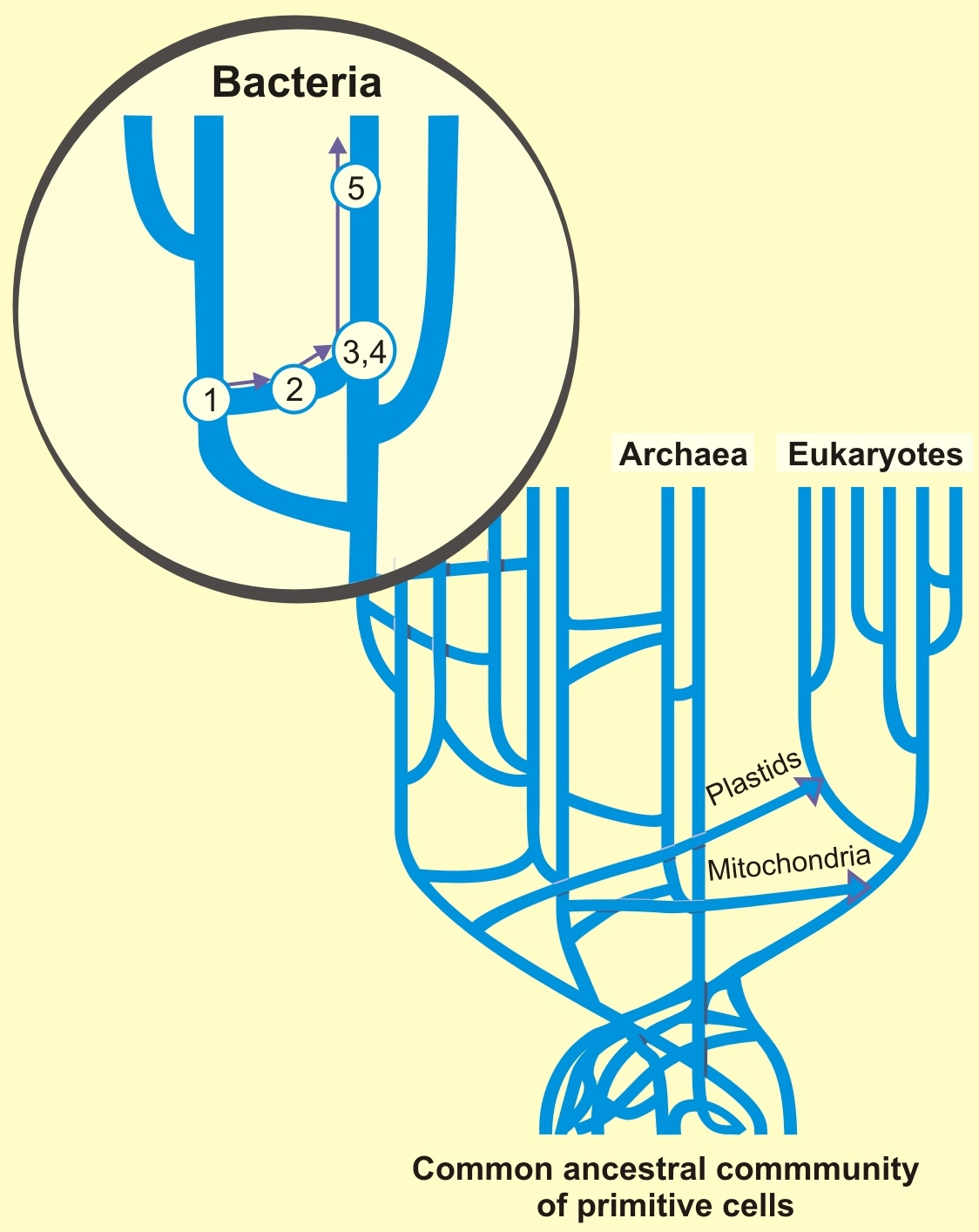
Moderner Stammbaum des Lebens. Er teilt sich in drei Domänen, entsprechend der Ergebnisse von Carl Woese und Anderen. Der horizontale Gentransfer durch Chloroplasten und Mitochondrien findet sich in der unteren Mitte der Abbildung. Nach Woese hat bei der Entstehung der drei Domänen aus einem Konsortium von Urzellen mit sehr kleinem Genom der horizontale Gentransfer die entscheidende Rolle gespielt (Abb. unten).

Horizontaler Gentransfer (HGT) oder lateraler Gentransfer (LGT) bezeichnet eine Übertragung von genetischem Material nicht entlang der Abstammungslinie, also nicht von einer Generation zur darauf folgenden, sondern „horizontal“ von einem Organismus in einen bereits existierenden anderen hinein. Im Unterschied dazu erfolgt der vertikale Gentransfer von Vorfahren zu Nachkommen. Der bereits nachgewiesene Gentransfer aus Gen-Resten über Zeitgrenzen hinweg wird als anachronistische Evolution bezeichnet. Natürlichen lateralen Gentransfer beobachtet man vorwiegend bei Prokaryoten, insbesondere bei Bakterien, die durch Konjugation einen Teil ihres genetischen Materials an ein anderes Individuum weiterreichen. Anders als bei der vertikalen Transmission, bei der Erbgut eines Krankheitserregers von einer infizierten Generation auf die nächste übertragen wird (z. B. bei Wolbachia pipientis), ist der horizontale Gentransfer nicht an einen Fortpflanzungsvorgang gebunden. Die Gene befinden sich oftmals in einer mobilen Form (ein Vektor wie Bakteriophagen oder Plasmide). Beispielsweise bei der Konjugation von Bakterien kommt es – unabhängig von Vermehrungsvorgängen – zu einer Übertragung von Erbgut zwischen Individuen derselben Art oder auch verschiedener Arten. Dabei wird ein zuvor repliziertes Plasmid auf eine Empfängerzelle übertragen. Hierdurch erfolgt eine Anreicherung des Empfängerorganismus mit genetischer Information.

## Evolution
Horizontaler Gentransfer bildet daher in der Evolutionstheorie eine Möglichkeit zur Erklärung von Sprüngen in der Entwicklung vor allem bei den Mikroorganismen. Der horizontale Gentransfer ermöglicht eine beschleunigte Anpassung an veränderte Umgebungsbedingungen, z. B. durch Weitergabe von Antibiotikaresistenzen oder eines Virulenzfaktors, teilweise auch gruppiert in sog. Pathogenitätsinseln.
Der horizontale Gentransfer erschwert die Bestimmung von Stammbäumen durch molekulare Uhren. Auf der anderen Seite wird postuliert, dass horizontaler Gentransfer die Aufrechterhaltung einer universellen Lebensbiochemie und folglich die Universalität des genetischen Codes fördert. Mit anderen Worten: Der Horizontale Gentransfer überwacht die Universalität des genetischen Codes und zwingt diesen in eine lingua franca des Lebens auf der Erde. Auf diese Weise kann genetischer Austausch oder die Verbreitung von biologischer Neuheit durch die Biosphäre stattfinden.
Seit das komplette Genom einer Vielzahl von Bakterien und Archaeen sequenziert wurde, hat sich gezeigt, dass auch der Gentransfer zwischen entfernt verwandten Organismen eine große Rolle gespielt hat, insbesondere, wenn sie überlappende ökologische Nischen bewohnen. Bei mesophilen Bakterien, die am besten bei Temperaturen zwischen etwa 20 und 45 °C gedeihen und anaerob leben, fand man, dass 16 % des Genoms aus horizontalem Gentransfer stammen. Ein Drittel der Gene von Enzymen des chemotrophen Stoffwechsels stammen aus einem Gentransfer, während ribosomale Proteine um den Faktor 150 seltener horizontal ausgetauscht wurden. Der Anteil an durch Genaustausch übertragenen Genen ist bei aeroben Mikroorganismen etwa um den Faktor 2 niedriger. Auch bei ihnen hat der HGT erheblich zu ihrer Anpassungsfähigkeit und der Vielfalt der von Mikroorganismen genutzten Substrate beigetragen.
Eine wichtige Rolle hat auch der Gentransfer von Bakterien zu den Archaeen gespielt. Ungefähr 5 % des Genoms des methanogenen Organismus Methanosarcina ist bakteriellen Ursprungs. Diese Organismen haben durch die transferierten Gene die Fähigkeit erworben, Acetat zu nutzen und in Methan umzuwandeln. Es ist möglich, dass diese durch HGT erworbene Fähigkeit der methanogenen Archaeen zu der Klimakatastrophe vor rund 252 Millionen Jahren (Perm-Trias-Grenze) beigetragen hat, die damals zu dem größten bekannten Massenaussterben der Erdgeschichte geführt hat.

Die zwei Photosysteme der oxygenen Photosynthese stammen von unterschiedlichen Organismen

 Noch einschneidender in der Erdgeschichte war das Entstehen von molekularem Sauerstoff und seine Anreicherung in der Erdatmosphäre. Für diese oxygene Photosynthese waren Cyanobakterien verantwortlich, die durch Lichtenergie aus Wasser O2 freisetzen. Dazu verwenden sie in ihren Membranen eine chemiosmotisch gekoppelte Elektronentransportkette. Sie besteht aus zwei Systemen, die getrennt von nicht verwandten Bakterien entwickelt worden waren und dann per HGT zu einem Vorfahren der Cyanobakterien gelangten.

## Endosymbiotischer Gentransfer
Gemäß der Endosymbiontentheorie sind Plastiden (Chloroplasten u. a.) und mitochondrien-ähnliche Organellen (englisch mitochondrion-related organelles, MROs) Nachkömmlinge von Cyanobakterien respektive Alphaproteobacterien (o. ä.), die im Lauf der Evolution einen immer größeren Teil ihrer Gene durch endosymbiotischen Gentransfer (EGT) auf den Zellkern übertragen haben. Dies ging mit einem Verlust der Selbstständigkeit einher, durch den die ursprünglichen Bakterien zu Organellen wurden.
Es handelt sich beim EGT somit um einen horizontalen Gentransfer vom Endosymbiont zum Wirt. Dieser kann auch heute noch beobachtet werden. Der EGT kann in letzter Konsequenz zum völligen Verlust der DNA des Organells führen.

## Gentechnik
Horizontaler Gentransfer bildet in der Gentechnik eine wichtige Methode, um transgene Organismen zu erzeugen. Für Prokaryoten und Eukaryoten sind jeweils unterschiedliche Methoden erfolgreich in Gebrauch. Bei Prokaryoten werden die Konjugation, die Transduktion und die Transformation verwendet. Bei Eukaryoten kann als Äquivalent zur Transformation bei Prokaryoten eine Transfektion durchgeführt werden.

## Gentherapie
Das Einbringen von genetischem Material in menschliche Keimzellen, die sogenannte „Keimbahntherapie“, etwa zur Behebung eines Gendefekts, ist in Deutschland wegen der hohen Risiken durch das Embryonenschutzgesetz von 1991 verboten. Das Einschleusen therapeutisch wirksamen genetischen Materials in die Körperzellen eines bereits existierenden Empfängerorganismus (horizontaler Gentransfer) ist erlaubt, findet in einzelnen Bereichen bereits erfolgreich Anwendung und wird als somatische Gentherapie bezeichnet.

## Nachweise und Beispiele
Direkt nachgewiesen wurde die Übertragung prokaryotischer DNA auf Eukaryoten bisher bei Agrobacterium tumefaciens (Pflanzenzellen) und Bartonella henselae (menschliche Zellen).
Ein Beispiel für einen horizontalen Gentransfer unter höheren Organismen ist der Transfer von Genen für die Carotinoid-Synthese von einem Pilz auf die Erbsenlaus (Acyrthosiphon pisum).
Ebenso gilt als Beispiel die Übernahme eines Cellulasegens durch einen Zweig der Nematoda von ihren Endosymbionten.
Im Genom von Meerneunaugen kam es zum Nachweis diverser DNA-Transposons, die sich sehr ähnlich auch in zahlreichen nicht näher verwandten Arten von Knochenfischen fanden. Offenbar sind diese mobilen DNA-Sequenzen – Transposase codierende Tc1-Elemente – durch einen horizontalen Gentransfer zwischen verschiedenen Arten von Wirbeltieren ausgetauscht worden. Dabei spielte vermutlich die Parasit-Wirt-Beziehung der Neunaugen eine tragende Rolle.
2012 fanden Ricardo Acuña und Kollegen Indizien dafür, dass der Kaffeekirschenkäfer (Hypothenemus hampei) das Gen HhMAN1 für das Verdauungsenzym Mannanase durch horizontalen Gentransfer von einem noch unidentifizierten Bakterium erworben hat. Das Enzym erlaubt es dem Käfer, Galactomannane, die wichtigsten Speicher-Kohlenhydrate der Kaffeebohne, aufzuschließen und zu verdauen.
Bei einer umfassenden Suche nach Bakteriengenen in den inzwischen zahlreichen offen zugänglichen Sequenzen menschlicher Genome wurden insbesondere in bestimmten Krebszellen eingeschleuste Bakteriengene gefunden, aber in wenigen Fällen auch in gesunden Zellen.
Im April 2023 veröffentlichte Metagenomstudien an 2021 eingesammelten Proben vom Guaymas Basin (Golf von Kalifornien) deuten auf einen Austausch antiviraler CRISPR-Spacer zwischen den Bakterien und Archaeen in den dortigen mikrobiellen Matten in. Im Juni desselben Jahres berichteten Sonya A. Widen et al. über HGT zwischen Eukaryoten (insbesondere auch Tieren wie dem Fadenwurm Caenorhabditis briggsae und seinem Partner C. plicata ), der durch Polintons bzw. Polinton-ähnliche Viren (englisch polinton-like viruses, PLVs – siehe Phylum Preplasmiviricota) vermöge eines Proteins aus der Fusogen-Familie vermittelt wird.